# Chomutov

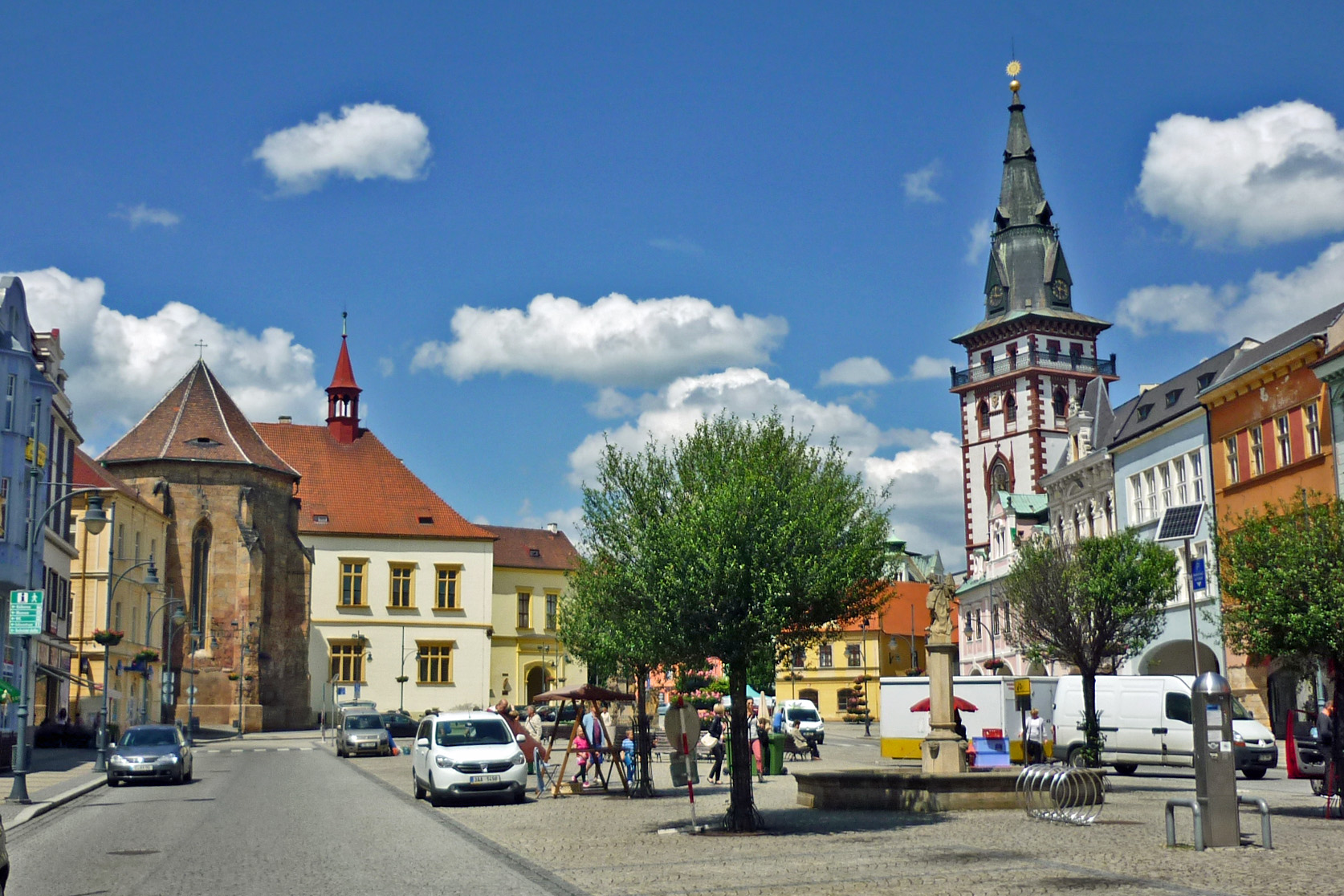
Innenstadt mit Katharinenkirche

Chomutov anhörenⓘ (deutsch Komotau) ist eine Stadt im Okres Chomutov in Tschechien. Die Industriestadt war die Kreisstadt des ehemaligen Verwaltungsbezirks Ústecký kraj.

## Geographische Lage

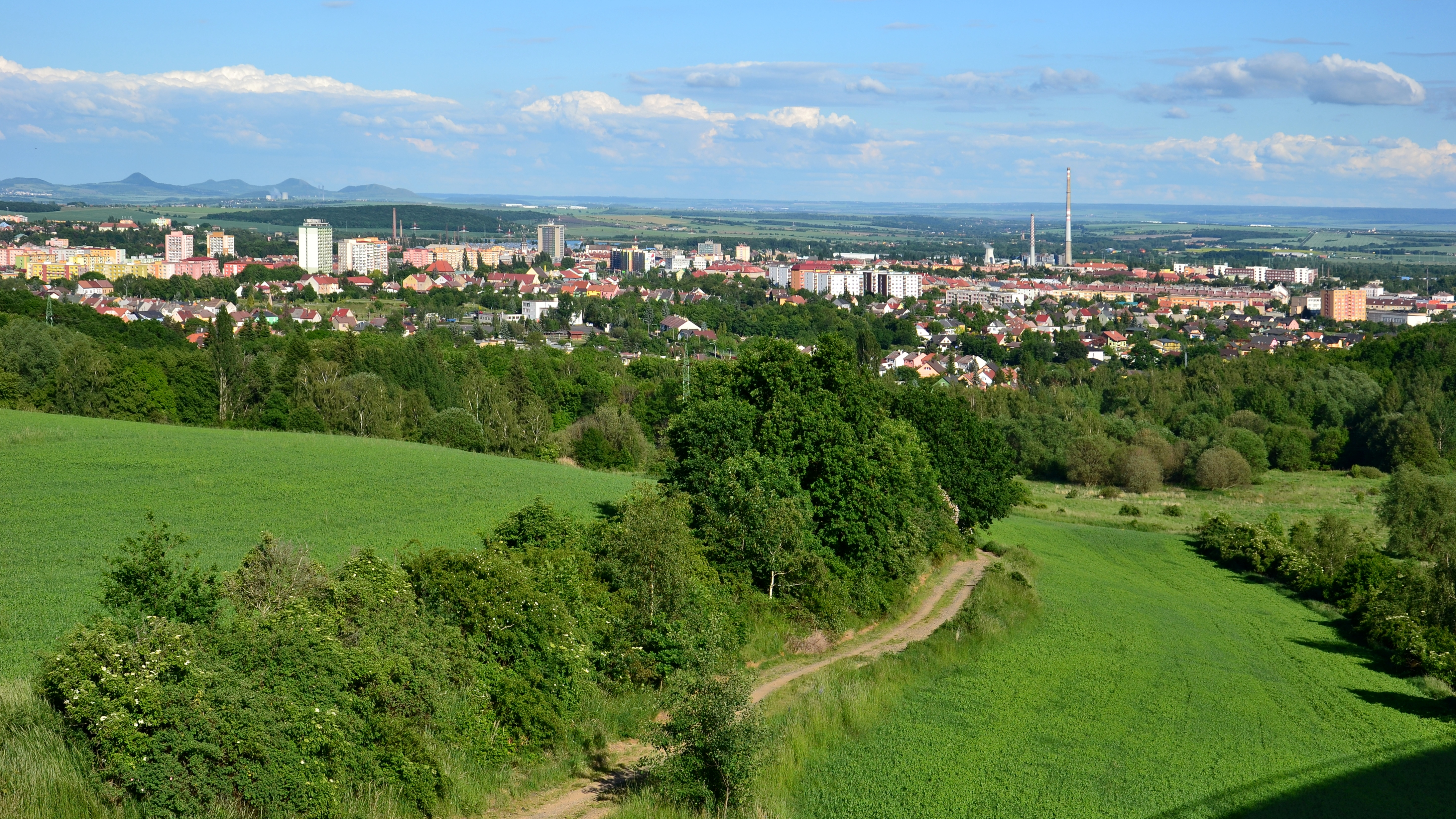
Panorama der Stadt und ihrer Umgebung (2016)

Die Stadt liegt in Nordböhmen, an der Kreuzung bedeutender Eisenbahnlinien und Straßenverbindungen. Sie befindet sich im Westen des Nordböhmischen Beckens am südlichen Fuß des Erzgebirges. Durch den Ort fließt die Chomutovka (Kometau oder Komotau).

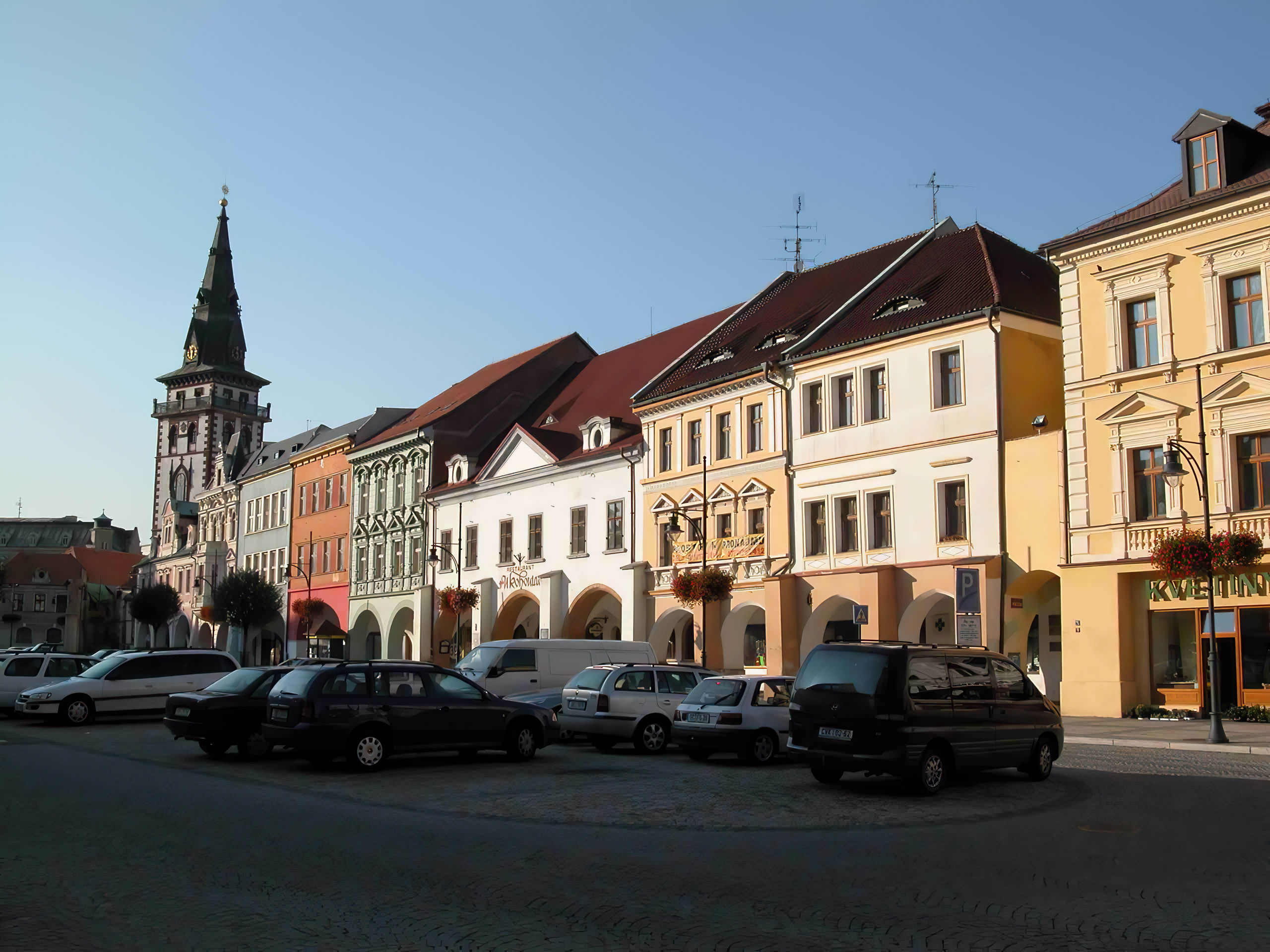
Marktplatz

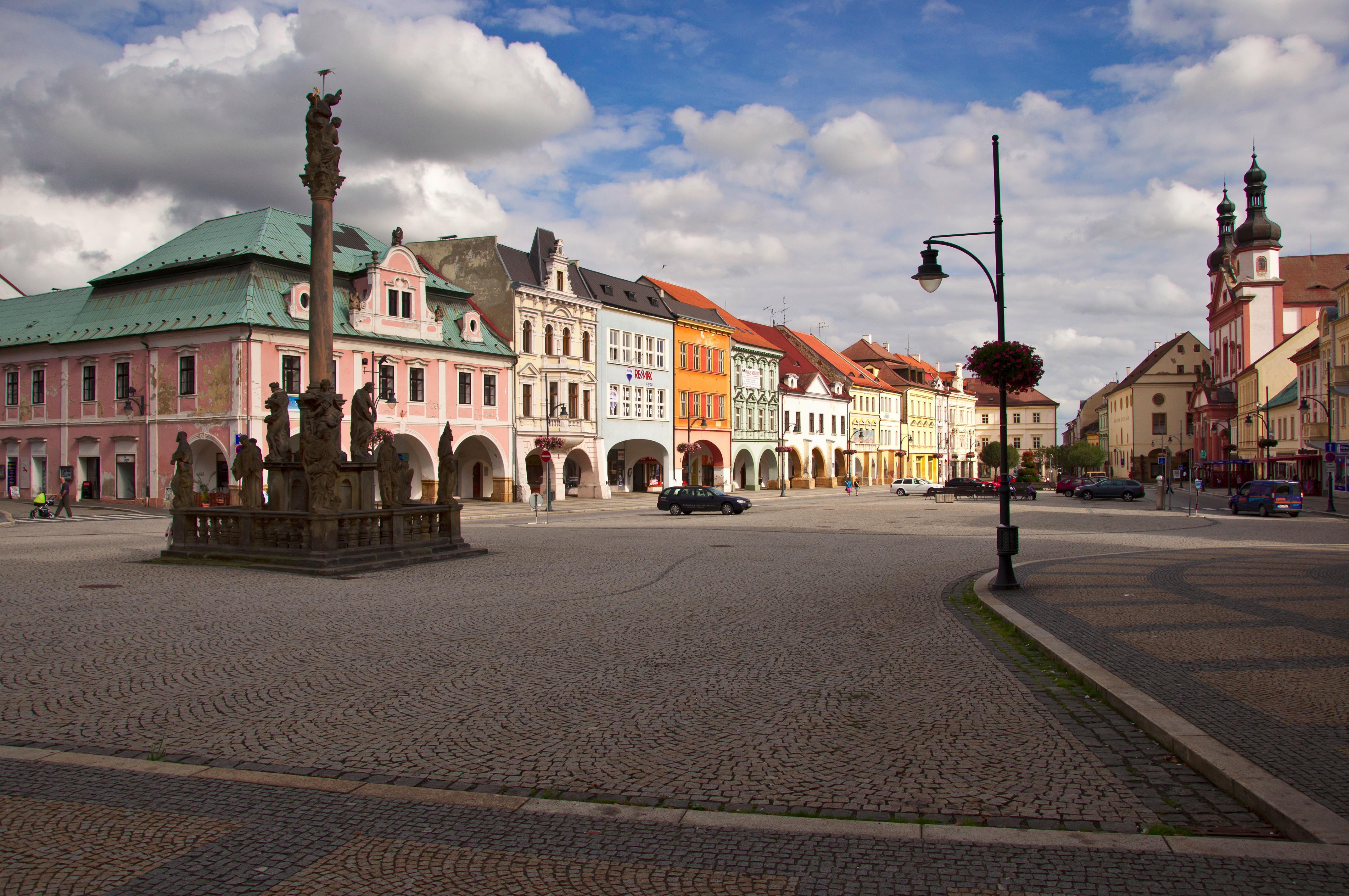
Häuser am Marktplatz

## Stadtgliederung
Für die Stadt Chomutov sind keine Ortsteile ausgewiesen. Grundsiedlungseinheiten sind Březenecká, Černý vrch, Chomutov-historické jádro, Domovina, Kamenná, Mostecká, Nádraží, Nemocnice, Nové Spořice (Neusporitz), Písečná, Pod Březeneckou, Pod Černým vrchem, Pražské pole, Průmyslový obvod, Sady Březenecká, Strážiště, Střed, Šípková, U jezera, U Jitřenky, U Klikara, U Luny, U Michanického rybníka, U nemocnice, U parku, U rasovny, U Severky, U soudu, Za nádražím, Zadní Vinohrady, Zahradní und Zátiší.
Das Gemeindegebiet gliedert sich in die Katastralbezirke Chomutov I und Chomutov II.

## Geschichte

### Mittelalter
Bereits um 800 befand sich auf dem Gebiet des späteren Komotau eine kleine Kirche. Am 29. März 1252 wurde die Stadt „Comotau“ von Friedrich von Komotau dem Deutschen Ritterorden geschenkt. Am 1. Februar 1261 verlieh der böhmische König Ottokar II. Přemysl dem Orden die Gerichtsbarkeit. Damals wurde noch die Bezeichnung „Villa Forensis“ benutzt. Daraus schließt man, dass Chomutov zu dem Zeitpunkt noch ein Dorf war. Durch eine Schenkung der Familie Kothobor von Retschitz erhielt der Orden 1281 Krimove. Zu diesem Zeitpunkt wurde auch schon am Ordensschloss gebaut. Bis Ende des Jahrhunderts erhielten die Ritter durch Schenkungen und Kauf das Gut zu Beßwitz und Otwitz.
1335 wurde der Komotauer Markt durch ein Privileg des Königs Johann von Luxemburg von Zöllen und Abgaben befreit. Außerdem erhielt die Stadt das Recht, Bier zu brauen und Wochen- und Jahrmärkte abzuhalten. Am 28. Oktober 1396 verlieh der Deutsche Orden die Stadtrechte von Komotau an Albrecht von Duben und Nikolaus von Komotau. Die Stadt erhielt ein Rathaus und das Recht zum Salzhandel, eine Stadtwaage sowie Siegel und Stadtwappen.
Am 30. Oktober 1407 bestätigte König Wenzel IV. den Komotauern das Recht der Bannmeile und beendete damit den Streit zwischen Adel und Bürgertum wegen des Gewerberechts zugunsten der Städte. Am 21. September 1411 musste der Komtur des Ordens, Ulrich von Ausk, die Herrschaft Komotau an den königlichen Günstling Stephan von Kobersheim, der auch Harnischmeister genannt wurde, abtreten. 1415 ging Komotau endgültig bis 1420 an die Krone Böhmen, danach wurde sie von Kaiser Sigismund von Luxemburg an den Markgrafen von Meißen verpfändet.
Die Hussiten nahmen am 16. März 1421 die Stadt ein, die Bevölkerung wurde anschließend massakriert. Der hussitische Feldherr Jan Žižka ordnete an, nur so viele Bürger am Leben zu lassen, wie nötig waren, um die übrigen zu beerdigen. Die Hussiten stellten die Juden in Komotau vor die Alternative, sich taufen zu lassen oder hingerichtet zu werden. Die allermeisten blieben ihrem Glauben treu, viele Familien wählten den Freitod. Bei den Kämpfen und danach starben etwa 2500 – nach einer anderen Quelle genau 1363 – Menschen.
1424 wurde die Stadt an Nikolaus I. von Lobkowicz (Mikuláš Chudý) verpfändet und ihm später geschenkt. Nach dessen Tod gehörte sie Jakob von Wrschowitz. 1456 wurde Johann Czalta von Kamena Hora auf Anweisung des Königs Ladislaus Postumus der neue Herr von Komotau. Vier Jahre später starb er, und sein Schwiegersohn Benedikt von Weitmühl wurde neuer Besitzer. Außerdem erhielt die Stadt von Georg von Podiebrad weitere Privilegien. Benedikt von Weitmühl starb 1560, und Ladislaus von Weitmühl und seine Vettern wurden die neuen Herren der Stadt.

### Frühe Neuzeit

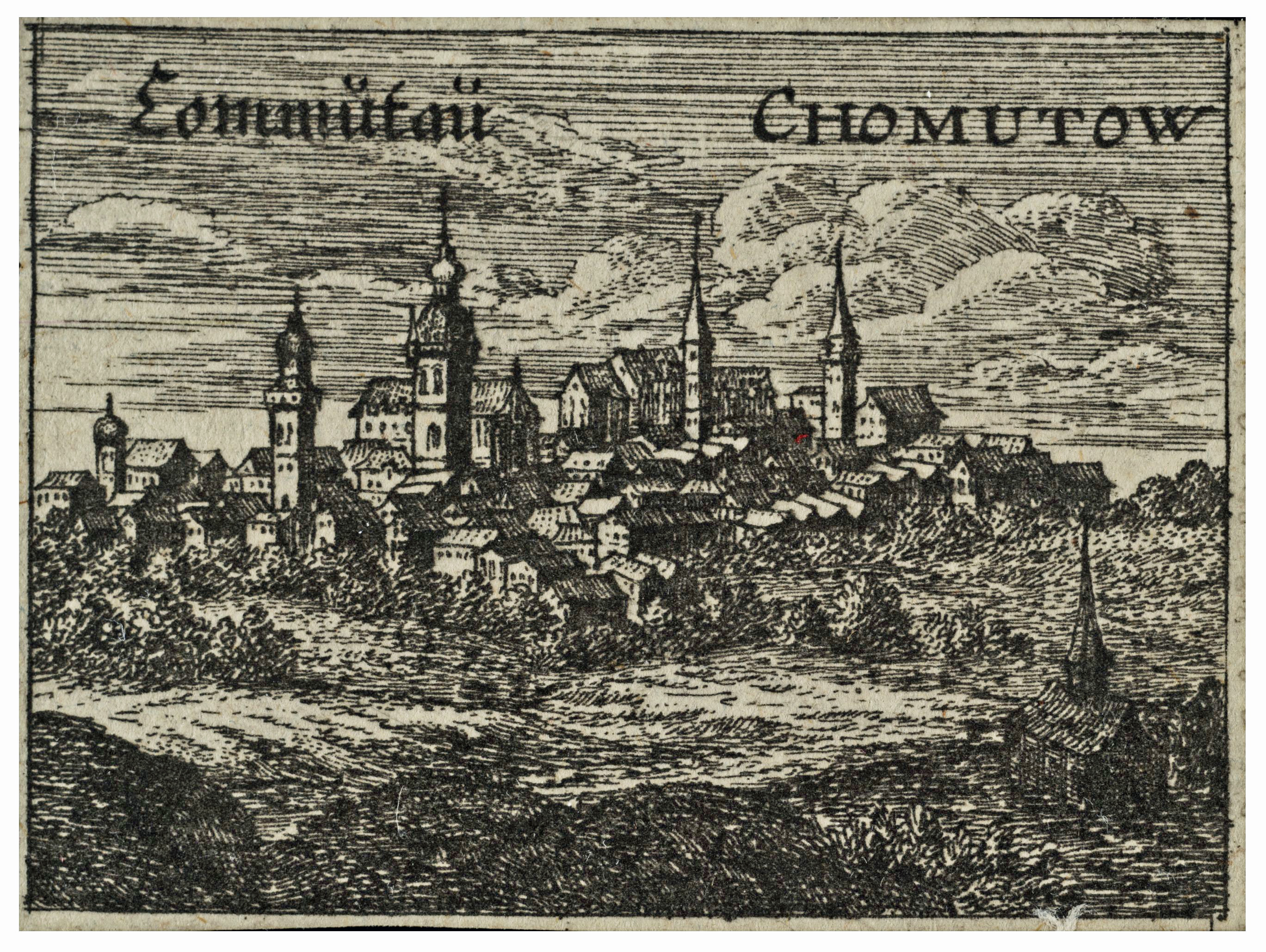
Stadtansicht im 17. Jahrhundert nach Wenzel Hollar (1607–1677)

Die Komotauer erhielten 1517 von ihren Erbherren einen Freiheitsbrief, in dem den Juden das Wohnen, Betreiben eines Handwerks oder des Handels in der Stadt, den Vorstädten und der ganzen Herrschaft verboten wurde. Dieses Privileg gegen die Juden blieb bis 1848 in Kraft. Am 2. August 1525 brannte ein großer Teil der Stadt einschließlich des Schlosses ab. Daneben verbrannten 70 große Bücher aus der Bibliothek von Bohuslaus Lobkowicz von Hassenstein, darunter Originalschriften von Plato. 1529 übernahm Sebastian von Weitmühl die Ländereien von Komotau. 1547 wurde die Stadt während des Schmalkaldischen Krieges von den Armeen des Kurfürstentums Sachsen unter Führung des sächsischen Oberst Thumbshirn überfallen und gebrandschatzt. Acht Jahre später brach die Pest aus und forderte 2300 Tote; dreizehn Jahre später kehrte sie zurück, und weitere 2500 Personen starben. Alaunvorkommen wurden 1556 entdeckt, und ab 1558 begann man mit dem Abbau. 1571 wurde die Stadt an die Herrn von Lobkowitz und Hassenstein verkauft. In folgenden Jahren kauften die Herren Dörfer zurück und neue hinzu, u. a. Rothenhaus, Stadt Katharinaberg sowie Grüntal, Brandau, Kleinhan, Rudelsdorf und Burg Hasištejn. 1585 wurde die Zunft der Faßbinder errichtet. Im Jahr 1589 vertrieben Jesuiten die Lutheraner und bauten in den Folgejahren ein Kollegium als Pflegestätte katholischer Bildung. Am 2. Juli 1591 kam es in der Stadt zu Tumulten zwischen Protestanten und Katholiken. Das Kolleg wurde erstürmt und geplündert. Die Haupträdelsführer wurden in Rothenhaus zum Tod verurteilt und am 20. August hingerichtet. Der Stadt wurden von Popel von Lobkowitz alle Privilegien genommen, aber bereits zwei Jahre später, nachdem Georg Popel von Lobkowitz beim Kaiser Rudolf II. in Ungnade gefallen und sein Vermögen konfisziert worden war, wieder verliehen.
Komotau erkaufte sich die Freiheit und wurde 1606 eine Freie Königliche Stadt. Ab dem Jahr 1607 hatte die Stadt einen eigenen Magistrat. Während des Dreißigjährigen Krieges waren Plünderungen, Kontributionen, Einquartierungen, Überfälle und Vergewaltigungen an der Tagesordnung. 1620 wurden die Jesuiten aus Komotau wieder vertrieben. Kollegium und Seminar wurden an die Stadt verkauft. Nach der Schlacht am Weißen Berg wurde am 10. November 1620 die Stadt von den Kaiserlichen eingenommen und gezwungen, dem Kaiser den Huldigungseid zu leisten und den Jesuiten das Kolleg und das Seminar zurückzugeben. 1621 verließen immer mehr Protestanten die Stadt Richtung Sachsen und Meißen. 2500 Menschen starben 1625 durch die Pest, die fünfzehn Jahre später wiederkehrte und weitere 1000 Opfer forderte. Am 12. November 1631 wurde die Stadt von Kaspar von Klitzing (1677–1719), Hauptmann des Johanniterordens, eingenommen und gebrandschatzt. Am 3. März 1662 wurde der Grundstein der Ignatiuskirche gelegt.
Die von Kardinal Fabrizio Savelliden Jesuiten 1725 geschenkten Gebeine des heiligen Viktor wurden unter großen Feierlichkeiten in einem Mausoleum in der Ignatiuskirche beigesetzt. Die Stadt kaufte in den folgenden Jahren weitere Güter auf, so u. a. Hruschowan. Während des Siebenjährigen Krieges zogen amn 14. Oktober 1763 Soldaten in das Kloster ein. 1780 übernahmen die Dominikaner das Komotauer Gymnasium.

### Vom 19. Jahrhundert bis zum Zweiten Weltkrieg
Während der Napoleonischen Kriege brachten bayerische und französische Kriegsgefangene 1805 das Faulfieber in die Stadt, das über 700 Todesopfer forderte. Vom 21. bis 24. August 1813, während der Napoleonischen Kriege fand in Komotau das Drei-Kaiser-Treffen statt, an dem Zar Alexander I, der preußische König Friedrich Wilhelm III. und  Kaiser Franz I. teilnahmen.
Ab Mitte des Jahrhunderts erfolgten Gründungen im Handel und Gewerbe, vor allem in der Industrie, so zum Beispiel die Komotauer Sparkasse und die älteste Firma des graphischen Gewerbes, die Buchdruckerei Gebrüder Butter. Die Eisenbahnstrecke Komotau-Dux-Ossegg wurde eröffnet, später auch die Strecke nach Eger sowie die Strecken der Buschtěhrader Eisenbahn nach Prag, Weipert bzw. Reitzenhain (Sachsen) und Brunnersdorf bei Kaaden. Die Maschinentechnische Fachschule wurde eingeweiht. 1899 begann bei Petsch, acht Kilometer nordwestlich der Stadt, der Bau der Komotauer Talsperre für die Trinkwasserversorgung.

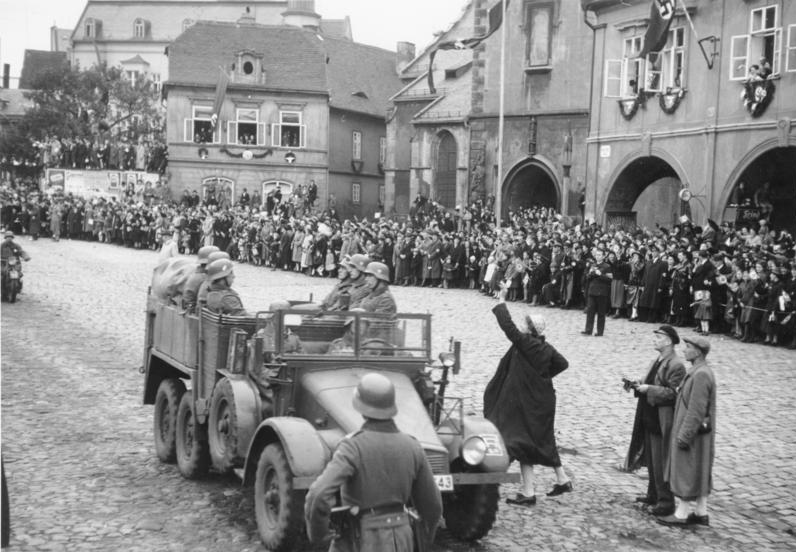
Begrüßung der einmarschierenden deutschen Truppen am 9. Oktober 1938

1900 erfolgte die Einweihung der neuen im Stil der Neutgotik erbauten evangelischen Kirche am Eingang zum Stadtpark. Im Laufe der Jahrzehnte wurde die Industrie weiter ausgebaut, und Kommunikationsanlagen wurden angelegt, so begann man zum Beispiel 1901 mit dem Bau der neuen Wasserleitungsanlage. Hinzu kamen ein Bezirkskrankenhaus, ein Siechenhaus, ein Gymnasium und eine Turnhalle. Nach dem 28. Oktober 1918 wurde Komotau in die neu gegründete Tschechoslowakische Republik integriert.
Zwanzig Jahre später, am 1. Oktober 1938, erfolgte nach dem Münchner Abkommen der Anschluss des Sudetenlandes an das Deutsche Reich und die Besetzung durch deutsche Truppen. Komotau gehörte nunmehr zum Landkreis Komotau, Regierungsbezirk Aussig, im Reichsgau Sudetenland. Die tschechische Minderheit von Komotau war daraufhin gezwungen, die Stadt zu verlassen. Die Evakuation wurde am 10. Oktober 1938 beendet. Die Kommotauer Synagoge wurde bei den Novemberpogromen 1938 niedergebrannt.

### Vom Ende des Zweiten Weltkrieges bis zur Gegenwart

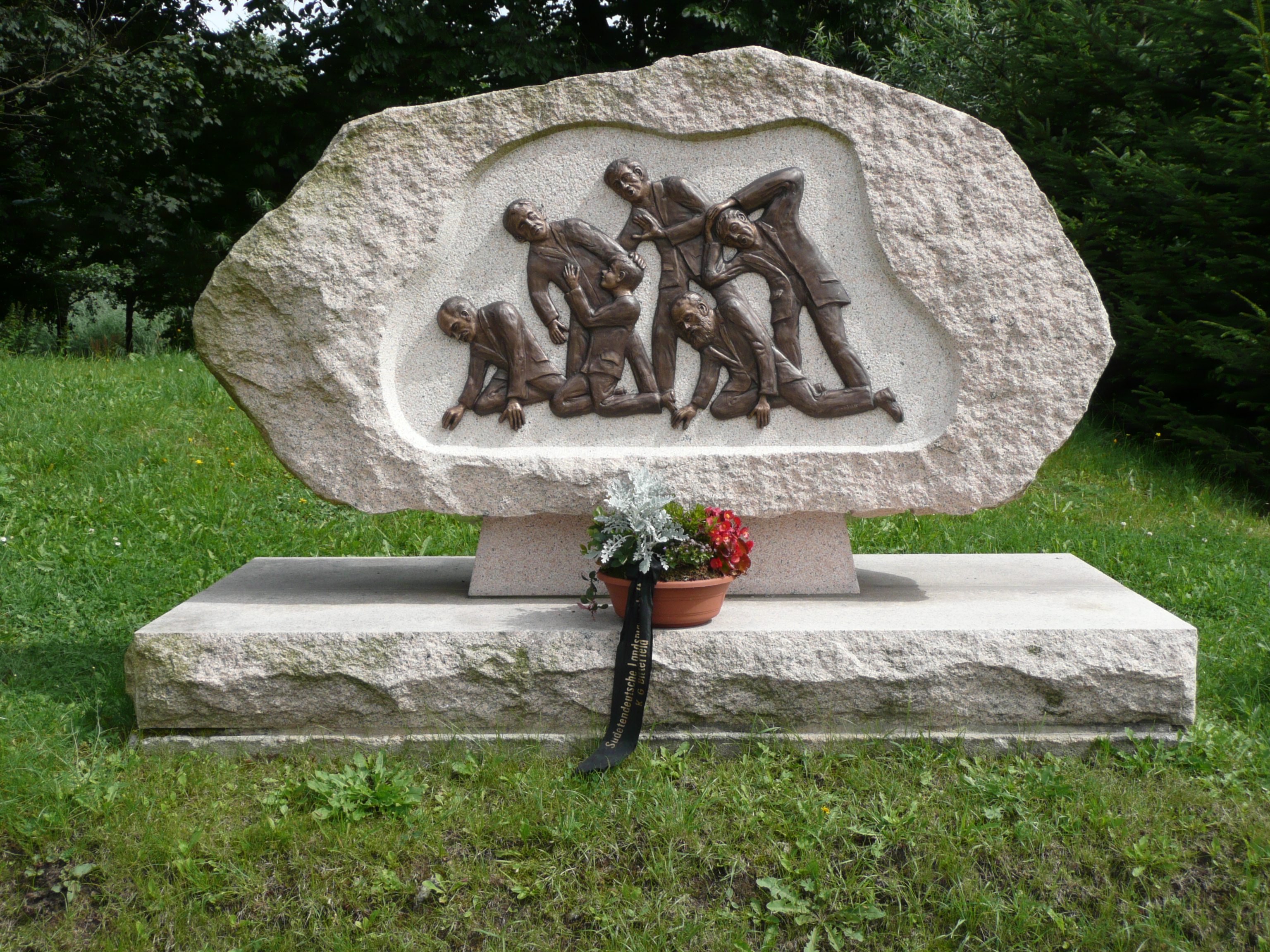
Deutschneudorf: Gedenkstätte für die Opfer des Todesmarsches vom 9. Juni 1945 von Komotau nach Maltheuern

Nach dem Ende des Zweiten Weltkrieges kam die Gemeinde am 8. Mai 1945 wieder zur Tschechoslowakei zurück. Am 9. Mai 1945 marschierten mit der Roten Armee zugleich tschechische Revolutionsgarden und Teile der Svoboda-Armee in die Stadt ein. Am 9. Juni 1945 mussten sich alle 8000 deutschböhmischen Männer zwischen 13 und 65 Jahren aus Komotau und den umliegenden Dörfern auf dem Jahnsportplatz sammeln. Dort wurden nach Augenzeugenberichten zwischen 12 und 20 von ihnen erschossen, darunter einige Angehörige der Waffen-SS. Auf dem folgenden Marsch von Komotau nach Maltheuern wurden über 70 Männer erschossen, weil sie dem Zug nicht folgen konnten. Der Marsch ging entlang der Strecke: Komotau – Görkau – Schloss Rothenhaus – Kunnersdorf – Bartelsdorf – Eisenberg – Gebirgsneudorf – Deutschneudorf (Sachsen) – Nickelsdorf – Obergeorgenthal – Niedergeorgenthal – Maltheuern. 2003 wurde in Deutschneudorf ein erster Gedenkstein, am 22. September 2007 auf dem Hauptfriedhof in Chomutov ein zweiter Gedenkstein in Erinnerung an diesen Todesmarsch eingeweiht.
Eine juristische Aufbereitung des Geschehens hat nicht stattgefunden. Aufgrund des „Amnestie-Gesetzes“ Nr. 115 vom 8. Mai 1946 blieben derlei bis 28. Oktober 1945 begangene Straftaten straffrei. Die Überlebenden mussten das zerbombte Hydrierwerk in Maltheuern, nunmehr Záluží, wieder aufbauen. Aufgrund des Beneš-Dekretes 108 vom Oktober 1945 wurde das Vermögen der deutschböhmischen Bevölkerung konfisziert und unter nationale Verwaltung gestellt. Die deutsche Bevölkerung wurde vertrieben.
Viele Neubürger aus Mittelböhmen, der Slowakei, Repatrianten und Roma siedelten sich in der Nachkriegszeit in Chomutov an.

## Bevölkerung
Bis 1945 war Komotau überwiegend von Deutschböhmen besiedelt, die vertrieben wurden.
Bevölkerungsentwicklung bis 1945
| Jahr | Einwohner | Anmerkungen                                                                   |
| ---- | --------- | ----------------------------------------------------------------------------- |
| 1830 | 03573     | in 547 Häusern                                                                |
| 1845 | 04014     | in 554 Häusern                                                                |
| 1862 | 04232     | davon 42 Evangelische und 4.190 Katholiken                                    |
| 1890 | 13.050    | davon 12.233 deutsche Einwohner                                               |
| 1900 | 15.896    | meist deutsche Einwohner                                                      |
| 1930 | 33.297    | davon 4442 Tschechen                                                          |
| 1939 | 31.317    | davon 2033 Evangelische, 27.889 Katholiken, 45 sonstige Christen und 17 Juden |

Bevölkerungsentwicklung nach Ende des Zweiten Weltkriegs
(Stand: 31.12. des jeweiligen Jahres)
| Jahr      | 1947   | 1950   | 1960   | 1970   | 1980   | 1990   | 2000   | 2010   | 2020   | 2022   |
| Einwohner | 26.786 | 28.429 | 35.045 | 40.105 | 52.553 | 55.502 | 51.154 | 50.441 | 48.349 | 46.940 |

## Politik

### Bürgermeister
- 177?–1779 Johann Andreas Fahrenschon
- 1779–1779 Johann Georg Schlinger
- 1779–178? Franz Joseph Grönert
- um 1783 Leopold Franz Pohl
- 1786–1798 Peter Ullrich
- 1798–1806 Franz Grönert
- 1807–1838 Jakob Dobrauer von Treuenwald
- 1838–1851 Rudolf Grünwald
- 1851–1859 Johann Georg Löw
- 1860–1872 Josef John
- 1872–1877 Heinrich Schmatz
- 1877–1881 Franz Tschörner
- 1881–1897/8? Franz Schreiter
- 1897/8–1907/10? Anton Schiefer
- 1907/10?–1933 Ernst Storch (DNP)
- 1933–1937 Verwaltungskommission/Viktor Herbrich?
- 1937–1938 Viktor Herbrich (DSAP)
- 1938–1945 Eduard Fiedler (Sudetendeutsche Partei, NSDAP)
- 1946–1947 Václav Strejc
- 1947–1948 Jaroslav Dosoudil
- 1948–1949 Bohumil Dobiáš
- 1949–1950 František Aubrecht
- 1950–1952 Jaroslav Albrecht
- 1952–1953 Jaroslav Třešňák
- 1953–1954 Josef Jakl
- 1954–1956 Bohumil Voldřich
- 1956–1957 František Aubrecht
- 1957–1960 Josef Kincl
- 1960–1970 Jaroslav Chuchel
- 1970–1971 Josef Pavlík
- 1971–1981 Jaromír Franče
- 1981–1989 Václav Šedivý
- 1990–1992 Karel Mrázek (OF)
- 1993–1998 Bohumil Bocian (nezávislý, později ČSSD)
- 1998–2002 Alexandr Novák (ODS)
- 2002–2010 Ivana Řápková (ODS)
- 2010–2014 Jan Mareš (ČSSD)
- 2014–2016 Daniel Černý (Pro Chomutov)
- seit Dezember 2016 Marek Hrabáč (ANO 2011[19] bis August 2024[20])

### Städtepartnerschaften
Komotau unterhält Städtepartnerschaften mit folgenden Städten:
- Annaberg-Buchholz, Deutschland, seit 1999
- Arenzano, Italien, seit 2005
- Bernburg, Deutschland, seit 1995
- Trnava, Slowakei, seit 2013

## Sehenswürdigkeiten und Kultur
Die wichtigsten kulturhistorischen Bauten befinden sich am Ringplatz.
- Ringplatz (Markt, Náměstí 1. máje) mit spätgotischen Bürgerhäusern und Arkaden.
- St. Katharinenkirche, historisches Denkmal in Chomutov und eine der ältesten frühgotischen Bauten in Europa. Die Kirche wurde im Jahre 1281 als Ordenskirche des Deutschen Ordens fertiggestellt und war Bestandteil der Burg. Bis 1990 diente der Bau als Lagerhaus. Seit November 2000 ist die Kirche nach mehr als 200 Jahren wieder der Öffentlichkeit zugänglich, sie wird jetzt als Konzertsaal und für Ausstellungen des Regionalmuseums genutzt.[22] Einmal im Jahr dient sie als katholische Wallfahrtskirche. Direkt daneben befindet sich die ehemalige Komturei (später die Burg), seit 1607 das Rathaus der Stadt.
- Stadtpfarrkirche Mariä Himmelfahrt (spätgotische Hallenkirche, 1518–1542 erbaut)
- Stadtturm, 53 m hoch, errichtet nach dem großen Brand von 1525 und in der Sommersaison als Aussichtsturm genutzt
- Dreifaltigkeitssäule vom Bildhauer Ambroise Laurentis errichtet (1697), umgeben von sieben Heiligenstatuen (1725–1732).
- St. Ignatiuskirche (Jesuitenkirche), früher Barockbau des Basilikentyps mit zweitürmiger Nordfassade, vom Italiener Carlo Lurago in den Jahren 1663–1668 erbaut
- „Speichar“, vor dem Bau der St. Ignatiuskirche ursprünglich eine Jesuitenkirche (1611), dient heute als Galerie
- Ehemaliges Jesuitengymnasium (Jesuitenkolleg südlich der St. Ignatiuskirche), heute Bezirksmuseum (Okresni muzeum v Chomutove), existiert seit 1911. Gezeigt werden u. a. Ausstellungen zur Stadt- und Regionalgeschichte sowie zur Geschichte der Juden in Nordwestböhmen.
- Heiliggeistkirche
- Barbarakapelle im Oberdorf
- Gymnasiumsturm
- Aussichtsturm (früher Hutbergwarte, 1931 von Architekt Kugler erbaut) auf dem Hutberg (Vrch Strážiště, 511 m) am nördlichen Stadtrand in Richtung Platten (Blatno)
- Zoopark Chomutov, größter Wildpark in Tschechien
- Alaunsee (Kamencové jezero) nördlich des Stadtzentrums am Fuße des Erzgebirges. Der See ist ca. 16 ha groß und bis zu 4 Meter tief. Das Besondere ist sein Gehalt von ca. 1 % Alaun-Salz. Daneben liegt der Stausee Otvice.
- Assigbach-Grundtal (Bezručovo údolí), 13 km langes und bis zu 200 m tiefes bewaldetes Tal, das vom Assigbach (Chomutovka) durchflossen wird, befindet sich nordwestlich der Stadt. Im Jahr 2002 wurde es zum Naturpark erklärt.
- Komotauer Talsperre (vodní nádrž Kamenička) im Tal des Neuhauser Flößbachs (Kamenička) bei Blatno

Theater und Museen
- Stadttheater, Boženy Němcové 552/3
- Kino Svět, Mostecká 5786
- Regionalmuseum, Palackého 86
- Eisenbahnausstellung des Technischen Nationalmuseums in Prag[23]
- Eisenbahnmuseum Křimov

## Wirtschaft und Infrastruktur

### Unternehmen

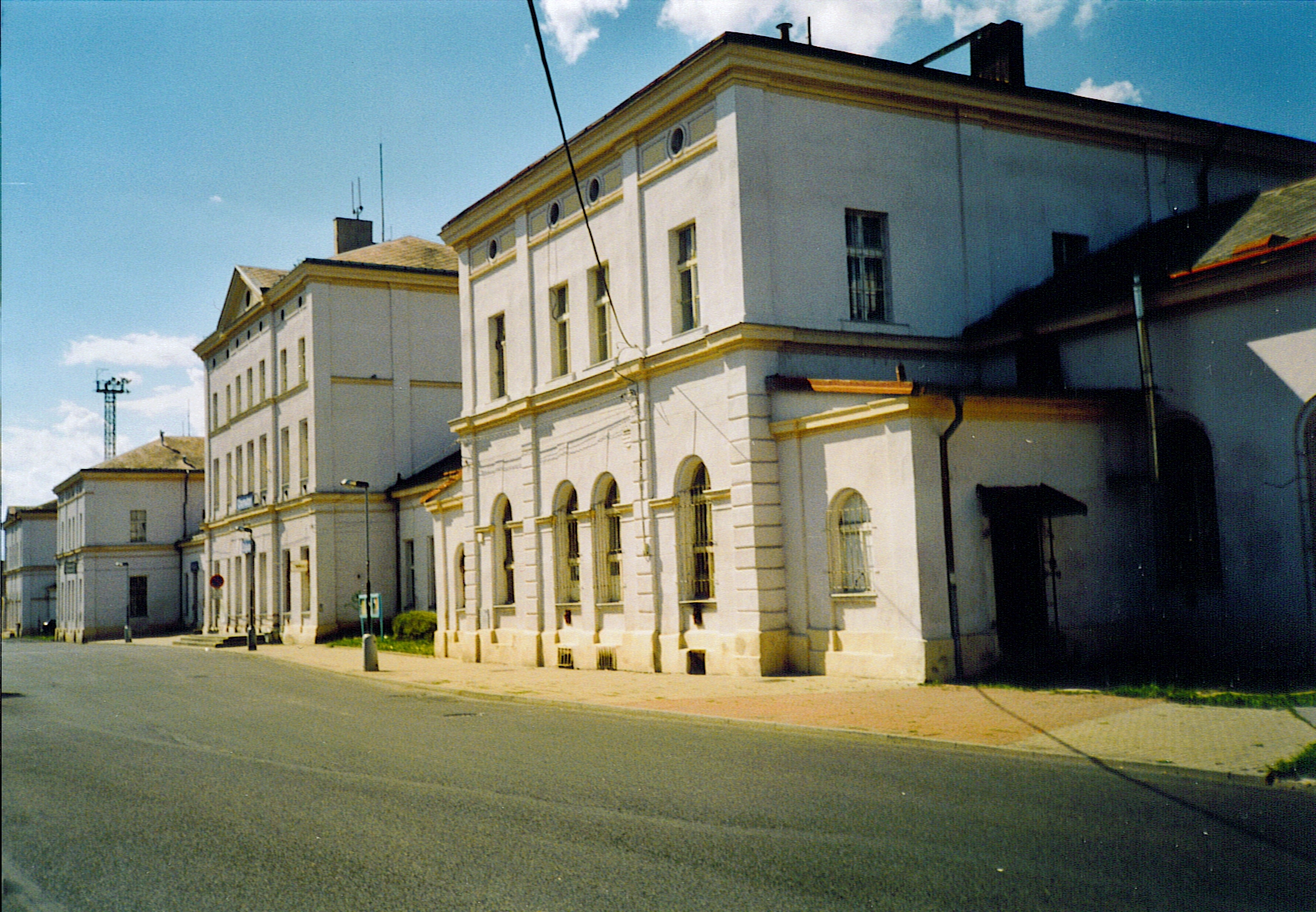
Bahnhofshauptgebäude, 2007

Traditionelle Industrien waren der Braunkohlebergbau und die Schwerindustrie, aber auch die Holzverarbeitung, die Keramikindustrie und die Textilindustrie. In den Mannesmannröhren-Werken wurden 1890 die ersten nahtlosen Rohre der Welt hergestellt. Nach dem Ersten Weltkrieg wurde vor allem Schwerindustrie angesiedelt, die zum Ende des 20. Jahrhunderts durch Leichtindustrie ersetzt wurde. In Chomutov gab es Firmen der Metallverarbeitung, eine Uhrenfabrik, eine Zichorienfabrik und die Glockengießerei Herold. Es waren einmal bis zu 52 Großbetriebe in der Stadt ansässig. Am Assigbach gab es die Papierfabrik Gelinek.

### Verkehr
Der Bahnhof Chomutov ist ein wichtiger Eisenbahnknoten in Nordböhmen. Die Stadt Chomutov ist durch die Kursbuchstrecken 120 mit Žatec, Kladno und Praha (Nahverkehrszüge), 130 mit Ústí nad Labem (Nahverkehrs-, Eil- und Schnellzüge), 133 mit Jirkov, 137 mit Vejprty (drei Wochenendzugpaare sowie an Feiertagen der Länderbahn im Sommerhalbjahr bis Cranzahl mit Anschluss in und aus Richtung Chemnitz), 140 mit Karlovy Vary und Cheb (Nahverkehrs- und Schnellzüge) sowie 164 mit Kadaň předměstí der Staatsbahn ČD verbunden. Der städtische und regionale Busverkehr wird von der DPCHJ betrieben.
Etwa 3,5 km östlich des Zentrums liegt der Flugplatz Chomutov.

### Sport
- Piráti Chomutov, Eishockeyklub in der Extraliga
- FC Chomutov, Fußballverein, ehemaliger Zweitligist
- NSTG Komotau, historischer Sportverein

## Trivia
Auf Grund der vielen Deutschen, die einst in Komotau lebten, gibt es ein altböhmisches Sprichwort: „Všude lidé – v Chomutově Němci.“ (Überall Menschen – in Komotau Deutsche).